# Gålatjärnen (Burträsks socken, Västerbotten, 716954-169512)
Gålatjärnen är en sjö i Skellefteå kommun i Västerbotten och ingår i Sävaråns huvudavrinningsområde.